# خلايا LNCaP
خلايا LNCaP هي سلالة من الخلايا البشرية المستخدمة عادة في مجال علم الأورام. خلايا LNCaP هي خلايا سرطان غدي غدي للبروستات حساسة للأندروجين مشتقة من ورم خبيث في العقدة الليمفاوية فوق الترقوة اليسرى من رجل قوقازي يبلغ من العمر 50 عامًا في عام 1977. إنها عبارة عن خلايا ظهارية ملتصقة تنمو في تجمعات وخلايا مفردة.
كانت إحدى العوائق الرئيسية أمام إجراء الأبحاث الأكثر أهمية من الناحية السريرية حول سرطان البروستاتا هي الافتقار إلى سلالات الخلايا التي تحاكي عن كثب تطور المرض البشري. تتضمن السمتان المميزتان لسرطان البروستاتا البشري النقيلي تحول سرطان البروستاتا العدواني من حالة الحساسية للأندروجين إلى حالة عدم الحساسية للأندروجين، وميل سرطان البروستاتا إلى الانتشار إلى العظام. على الرغم من أن توليد خطوط خلايا الذكاء الاصطناعي كان ناجحًا تمامًا كما هو موضح في خطوط الخلايا "الكلاسيكية" DU145 وPC3، فإن سلوك هذه الخلايا في العظام لا يحاكي تمامًا الأمراض البشرية السريرية. من المعروف أن نقائل العظام لدى البشر في سرطان البروستاتا تشكل آفات ناقضة للعظام وليس آفات تحلل العظام التي تظهر في أنواع أخرى من السرطان مثل سرطان الثدي. وعلى نحو مماثل، تشكل خلايا PC-3 وDU145 أورامًا تحللية للعظام. لتطوير نموذج خلية AI-PCa يحاكي المرض السريري بشكل أوثق، تم إنشاء سلالات فرعية من LNCaP لتوفير أدوات زراعة الأنسجة الأكثر صلة سريريًا حتى الآن.

## تاريخ
أُنشئت سلالة خلايا LNCaP ( سرطان الغدد الليمفاوية في البروستاتا ) من آفة نقيلية لسرطان البروستاتا البشري. تنمو خلايا LNCaP بسهولة في المختبر (حتى 8 × 10 5 خلية / سم2؛ وقت التضاعف، 60 ساعة)، وتشكل استنساخًا ومقاومة للغاية لإنترفيرون الخلايا الليفية البشرية. تحتوي خلايا LNCaP على عدد كروموسومي نمطي يتراوح من 76 إلى 91، مما يشير إلى النمط النووي الذكري البشري مع العديد من الكروموسومات المميزة. يتم الحفاظ على الخصائص الخبيثة لخلايا LNCaP في الفئران العارية التي تعاني من نقص الغدة الصعترية والتي تطور الأورام في موقع الحقن وتظهر وقت مضاعفة مماثل في الجسم الحي.
تتواجد مستقبلات الأندروجين والإستروجين عالية الألفة في السيتوزول والأجزاء النووية. إن خط LNCaP يستجيب للهرمونات، وهو ما يتضح من خلال تعديل 5 ألفا ديهيدروتستوستيرون لنمو الخلايا وإنتاج الفوسفاتيز الحمضي في المختبر. تعبر خلايا LNCaP أيضًا عن مستضد البروستاتا النوعي (PSA).  في الجسم الحي، يصاب الفئران الذكور بالأورام في وقت مبكر وبمعدلات أعلى من الإناث، وتُظهر التلاعبات الهرمونية أن معدل تطور الورم يرتبط بمستويات الأندروجين في المصل. ومع ذلك، فإن معدل نمو الورم لا يعتمد على جنس المضيف أو حالته الهرمونية.

## C4/C5 وC4-2
أعاد وو وآخرون (1994) إنتاج أورام LNCaP المشتقة من الإنسان في الفئران ذات المناعة الضعيفة عن طريق الحقن المشترك لخلايا LNCaP مع الخلايا الليفية العظمية البشرية MS. تم حقن الخلايا تحت الجلد في مواقع متعددة في خاصرة الفأر وبعد حوالي 4 أسابيع من النمو، أصبح من السهل اكتشاف الأورام عن طريق الفحص البدني وكان معدل نموها مرتفعًا (17-33 مم 3 / يوم).
لتكرار التحول المميز لخلايا البروستاتا إلى AI، أُخصيت الفئران المضيفة لـ LNCaP عن طريق شق منتصف الصفن بعد حوالي 8 أسابيع من الحقن. تم الاحتفاظ بالأورام في العوائل المخصية لمدة تتراوح بين 4 إلى 5 أسابيع، وفي ذلك الوقت تم حصاد الأورام المتبقية. في المجمل، تم جمع مجموعتين فرعيتين من الخلايا من العوائل المخصية: C4 وC5، تم جمعهما في الأسبوع الرابع والخامس على التوالي.
لمزيد من اختيار خلايا AI-PCa، حُقن الخط الفرعي C4 مع الخلايا الليفية البشرية MS في مضيف مخصي. وعزلت الأورام الناتجة وأُنشئت خط فرعي إضافي، C4-2.
تشير مقارنات النمط النووي إلى أن خلايا LNCaP المزروعة في عوائل سليمة (الخط الفرعي M) لها عدد توزيع كروموسومي نمطي يبلغ 83، والخطوط الفرعية C4 وC5 بها 85، والخط الفرعي C4-2 بها 83.
وللتأكد بشكل أكبر من أن هذه الخلايا من أصل بشري، حدد تحليل النمط النووي أن خلايا LNCaP الأصلية تحتوي على 7 كروموسومات مميزة، مع نسختين من كل منها. تحتوي الخطوط الفرعية M وC4 وC5 وC4-2 على معظم الكروموسومات العلامة، حيث كانت الخط الفرعي M هو الأكثر تشابهًا مع خلايا LNCaP الأصلية. تختلف C4 وC5 وC4-2 بشكل دقيق فقط عن LNCaP والخط الفرعي M مع إضافة كروموسوم علامة ناتج عن إضافة قطعة إلى الكروموسوم 6. لا يوجد كروموسوم Y في معظم خلايا C4 وC5 وC4-2، مما يشير إلى حدوث تغيرات كروموسومية كبيرة.
تنمو الخطوط الفرعية C4 وC5 وC4-2 بشكل جيد في ظل ظروف زراعة الأنسجة المتطابقة مثل LNCaP مع معدلات نمو مماثلة. تحتوي الخطوط الفرعية LNCaP وM وC4 وC5 الأبوية على مستويات مماثلة من التعبير الجيني الأساسي لأورنيثين ديكاربوكسيلاز [الإنجليزية] (ODC) ومستضد البروستاتا النوعي (PSA)، ومع ذلك، فإن الخطوط الفرعية M وC4 وC5 تعبر عن mRNA لـ PSA أكثر بمقدار 5-10 مرات. كما عبرت كل من M وC4 وC5 وC4-2 أيضًا عن mRNA لمستقبلات الأندروجين البشرية المخفضة كما هو متوقع في خلايا AI.
عدم حساسية الأندروجين: تم علاج جميع الخطوط الفرعية باستخدام ديهيدروتستوستيرون (DHT)، وهو ربيطة عالية الألفة لـ AR. أدى علاج DHT إلى انخفاض ملحوظ في نمو الخلايا C4 وC5 وعدم نمو في خلايا C4-2 عند مقارنته بمعدل النمو المرتفع الذي شوهد في خلايا LNCaP، مما يشير إلى انخفاض حساسية الأندروجين في خلايا C4 وC5 وAI في خلايا C4-2. أشار اختبار AR للخلايا الكاملة أيضًا إلى أن خلايا LNCaP لديها شكل تقارب أعلى بكثير من AR (Kd = 159 pM) مقارنة بـ C4-2 (Kd = 267 pM).
تظهر الخلايا الفرعية C4 وC5 زيادة كبيرة في القدرة على التسبب في الورم عند حقنها في الفئران الذكور السليمة، على عكس خلايا LNCaP الأصلية. كما تمكنت C4 وC5 أيضًا من تكوين أورام سرطانية شديدة الأوعية الدموية في الفئران المخصية عند حقنها مع الخلايا الليفية البشرية MS. يشكل الخط الفرعي C4-2 أورامًا في المضيف السليم بشكل أكثر سهولة من الخطين الفرعيين C4 وC5، وهي الخلايا الوحيدة القادرة على تكوين أورام في المضيف المخصي دون الحقن المشترك لخلايا ليفية عظمية بشرية MS. تم صبغ نفس أورام C4-2 هذه باستخدام PSA وأفرزت مستويات عالية من PSA في وسط النمو.

## سي4-2ب
لتوليد خط فرعي من الخلايا النقيلية العظمية، حُقنت خلايا C4-2 في فئران ذكور مخصية. شكلت هذه الخلايا أورامًا أولية كبيرة في البروستاتا، والعقد الليمفاوية، وكذلك أورام العظام. أدى عزل أورام العظام هذه إلى ظهور الخط الفرعي C4-2B. كانت خلايا C4-2B إيجابية لـ PSA و cytokeratin 8، مما يؤكد أصلها البروستاتي. الأهم من ذلك، أن التلوين المناعي الكيميائي لأورام C4-2B كان إيجابيًا لنشاط الخلايا العظمية مما يشير إلى تحريض تكوين الورم العظمي الذي يعكس تطور سرطان البروستاتا لدى البشر.
عند زراعتها في "وسط التمعدن" الذي يحتوي على حمض الأسكوربيك (المعروف بتعزيز تكوين ECM الشبيه بالهيكل العظمي في الخلايا العظمية) ومصدر للفوسفات (لتكوين هيدروكسيباتيت )، تنتج خلايا C4-2B وتحتفظ بما يقرب من 8 أضعاف الكالسيوم المعدني أكثر من خلايا LNCaP الأصلية. تعبر خلايا C4-2B أيضًا عن مستويات أعلى من mRNA لأوستيوبروتيجيرين (OPG)، والفوسفاتيز القلوية، وسيالوبروتين العظام (BSP)، وأوستيوكالسين (OCN)، و RANKL، وأوستيونكتين (OSN)، وكلها يعبر عنها بشكل كبير بواسطة الخلايا العظمية. كما أن نشاط محفز الخلايا العظمية أعلى أيضًا في خلايا C4-2B عند مقارنته بـ LNCaP، كما هو موضح من خلال التعبير عن عامل النسخ Cbfa1. في الوقت نفسه، يعبر عن BMP7، وهو محفز معروف لـ Cbfa1، بشكل أكبر في خلايا C4-2B، مما يشير إلى العديد من الخصائص المشابهة للخلايا العظمية.

## المتغيرات المستقلة عن الأندروجين
حصلت على خلايا LN95 من LNCaP المزروعة في RPMI-1640 (بدون أحمر الفينول) مع 10% من مصل الجنين البقري المنزوع الفحم. تختلف خلايا LN95 عن خلايا LNCaP الأصلية من الناحية الشكلية، مع امتدادات شجرية واضحة، ومن الناحية الجزيئية، مع تعبير متغير مستقبل الأندروجين المماثل لخلايا AR-V7 High VCaP. من الجدير بالذكر أن خلايا LN95 هي خلايا أكثر تسببًا في الأورام بشكل ملحوظ من نظيراتها الأصلية في الجسم الحي.
حصلت على خلايا LNCaP-AI (أو LN-AI) من ثقافة لمدة 6 أشهر لخلايا LNCaP الأصلية في مصل منزوع الفحم. في حين أن LNCaP-AI مستقلة تمامًا عن الأندروجين، إلا أنها تحتفظ بتعبير عالٍ عن مستقبلات الأندروجين، وتعبير منخفض عن AR-V7، وتظل تستجيب للأندروجين. يبدو أن آلية النمط الظاهري عالي الانتشار لخلايا LNCaP-AI هي فقدان التعبير عن منظم دورة الخلية (p21، p16) وزيادة التعبير عن Bcl2 المضاد للموت الخلوي.

## روابط خارجية
- بيانات التحويل الجيني لخلايا LNCaP
- مدخل Cellosaurus لـ LNCaP
- مدخل Cellosaurus لـ C4
- مدخل Cellosaurus لـ C4-2
- مدخل Cellosaurus لـ C4-2B
- مدخل Cellosaurus لـ C5